# Kanton Aubière
Der Kanton Aubière ist seit 1982 ein französischer Wahlkreis im Arrondissement Clermont-Ferrand im Département Puy-de-Dôme in der Region Auvergne-Rhône-Alpes.

## Geografie
Der Kanton grenzt im Norden an die Kantone Kanton Clermont-Ferrand-2 und Kanton Clermont-Ferrand-3, im Osten an den Kanton Cournon-d’Auvergne, im Süden an den Kanton Les Martres-de-Veyre und im Westen an den Kanton Beaumont.

## Gemeinden
Der Kanton besteht aus drei Gemeinden mit insgesamt 21.053 Einwohnern (Stand: 2022) auf einer Gesamtfläche von 28,42 km²:
| Gemeinde              | Einwohner 1. Januar 2022 | Fläche km² | Dichte Einw./km² | Code INSEE | Postleitzahl |
| --------------------- | ------------------------ | ---------- | ---------------- | ---------- | ------------ |
| Aubière               | 10.273                   | 7,68       | 1.338            | 63014      | 63170        |
| Pérignat-lès-Sarliève | 2.875                    | 3,90       | 737              | 63272      | 63170        |
| Romagnat              | 7.905                    | 16,84      | 469              | 63307      | 63540        |
| Kanton Aubière        | 21.053                   | 28,42      | 741              | 6303       | –            |